# Petrus Maria Caneparius
Petrus Maria Caneparius était un médecin vénitien. Il est à l'origine d'un traité d'alchimie et s'illustra par ses connaissances dans ce domaine. Il est le premier à avoir traité des encres d'imprimerie, et aussi des encres invisibles et secrètes. 

## Publications
- De atramentis cujuscunque generis, Londres  1660. Il faut insister sur la rareté de cet ouvrage d'alchimie, en notant l'importance des aperçus qu'il renferme, ce qu'atteste le fait que tous les grands traités publiés postérieurement (Borel, Manget, Fabricius...) reprennent ses commentaires. Chapitres sur la pierre philosophale, l'antimoine, transmutation, etc.